# Regionale Wirtschaftsgemeinschaften
Die Regionale Wirtschaftsgemeinschaften (Regional Economic Communities, RECs)  in Afrika fassen einzelne Länder in Subregionen zusammen, um eine stärkere wirtschaftliche Integration zu erreichen. Sie werden als „Bausteine“ der Afrikanischen Union (AU) bezeichnet und sind auch ein zentraler Bestandteil der Strategie zur Umsetzung der Neuen Partnerschaft für die Entwicklung Afrikas (NEPAD).
Derzeit gibt es acht von der AU anerkannte RECs, die jeweils im Rahmen eines separaten regionalen Vertrages eingerichtet wurden.

## Regionale Wirtschaftsgemeinschaften (RECs)
Auflistung nach der Einteilung der Afrikanischen Union:
- Union des Arabischen Maghreb (UAM)
- Gemeinsamer Markt für das Östliche und Südliche Afrika (COMESA)
- Gemeinschaft der Sahel-Sahara-Staaten (CEN-SAD)
- Ostafrikanische Gemeinschaft (EAC)
- Zentralafrikanische Wirtschaftsgemeinschaft (ECCAS/CEEAC)
- Westafrikanische Wirtschaftsgemeinschaft (ECOWAS)
- Intergovernmental Authority on Development (IGAD)
- Entwicklungsgemeinschaft des südlichen Afrika (SADC)

## Hintergrund
Die Organisation der Afrikanischen Einheit (OAU) hat seit ihrer Gründung im Jahr 1963 die Notwendigkeit der wirtschaftlichen Integration des Kontinents als Voraussetzung für die wirtschaftliche Entwicklung erkannt.
Der Lagos-Aktionsplan von 1980 für die Entwicklung Afrikas, gefolgt von dem Vertrag von 1991 zur Gründung der afrikanischen Wirtschaftsgemeinschaft (auch als Abuja-Vertrag bezeichnet), schlug die Schaffung regionaler Wirtschaftsgemeinschaften (RECs) als Grundlage für die Integration Afrikas mit einem Zeitplan für die regionale und dann die kontinentale Integration vor. Der Vertrag sieht vor, dass die afrikanische Wirtschaftsgemeinschaft in sechs Stufen über einen Zeitraum von 34 Jahren, d. h. bis 2028, schrittweise eingerichtet wird.
In Artikel 88 des Vertrags von Abuja heißt es, dass die Gründung der afrikanischen Wirtschaftsgemeinschaft die schrittweise Integration der Aktivitäten der RECs ist, wobei die vollständige kontinentale wirtschaftliche Integration das endgültige Ziel ist, auf das die Aktivitäten der bestehenden und zukünftigen RECs ausgerichtet werden müssen. Ein Protokoll über die Beziehungen zwischen der Afrikanische Wirtschaftsgemeinschaft (AEC) und den RECs trat am 25. Februar 1998 in Kraft.
Im Jahr 2000 verabschiedete der OAU / AEC-Gipfel in Lomé das Konstitutivgesetz der Afrikanischen Union, das 2002 die OAU formell ersetzte. Das abschließende OAU-Gipfeltreffen in Lusaka vom 9. bis 11. Juli 2001 bestätigte den Status der RECs in der Afrikanischen Union und die Notwendigkeit einer engen Beteiligung an der Formulierung und Durchführung aller Programme der Union.
Gleichzeitig wurde erkannt, dass die bestehende Struktur der RECs mit zahlreichen Überschneidungen in der Mitgliedschaft alles andere als ideal ist. Auf dem Gipfeltreffen von Maputo im Jahr 2003 wurde die AU-Kommission aufgefordert, die Ausarbeitung eines neuen Protokollentwurfs über die Beziehungen zwischen der Afrikanischen Union (AU) und den RECs zu beschleunigen. Die Rationalisierung der RECs war das Thema des Banjul-Gipfels der AU vom Juli 2006. Auf dem Gipfel von Accra im Juli 2007 hat die AU-Versammlung ein Protokoll über die Beziehungen zwischen der Afrikanischen Union und den regionalen Wirtschaftsgemeinschaften angenommen. Dieses Protokoll soll die Harmonisierung der Politiken erleichtern und die Einhaltung des Zeitplans von Abuja und des Aktionsplans von Lagos sicherstellen.

## Subregionalen Organisationen
Zusammen mit den  Regionale Mechanismen (RM) bilden die RECs die Subregionalen Organisationen (SRO). Die beiden RMs sind Koordinierungsmechanismus der Ostafrikanischen Eingreiftruppe (Eastern Africa Standby Force Coordination Mechanism, EASFCOM) und Nordafrikanische regionale Einsatzgruppe (North African Regional Capability, NARC).
Die Afrikanische Friedens- und Sicherheitsarchitektur (African Peace and Security Architecture; APSA) umfasst die zentralen Instrumente für Konfliktprävention, Konfliktbearbeitung und Friedensförderung der Afrikanischen Union und der Regionalen Wirtschaftsgemeinschaften (RECs) und Regionalen Mechanismen (RMs).